# Лари Берд
Лари Џо Берд (енгл. Larry Joe Bird; Вест Бејден Спрингс, 7. децембар 1956) бивши је професионални амерички кошаркаш и тренер. За екипу Бостон селтикса играо је у периоду од 1979. до 1992, у којем је добио надимак Лари легенда и „Хик из Френч Лика” (по општини у којој се налази његов родни град), а данас се сматра једним од најбољих кошаркаша свих времена.
Изабран од стране Бостон селтикса као 6. пик на драфту 1978. године, Лари Берд је био звездано ниско крило, односно крилни центар Селтикса током 13 сезона. Дванаест је пута биран у састав НБА Ол-стар утакмице, а три је године за редом добијао награду за МВП-а лиге (1984 – 1986). Целу професионалну каријеру провео је у Бостону, с којим је освојио три наслова првака и две награде за МВП-а финалне серије. Такође је био члан славне репрезентације која је на Олимпијади 1992. године освојила златну медаљу, а добила је надимак „Дрим-тим”. Године 1996. уврштен је међу 50 највећих играча у историји НБА лиге, док је у Кошаркашку кућу славних биран чак два пута - као самостални играч 1998. године и као члан „Дрим тима” 2010. године.
Након пензионисања, Берд је од 1997. до 2000. године био главни тренер Индијана пејсерса. Именован је тренером године у сезони 1997/1998, а 2000. је године водио Индијану до њиховог првог и јединог НБА финала, где су изгубили од Лос Анђелес лејкерса, које је водио Фил Џексон. Године 2003. именован је председником кошаркашких операција у Индијани, што је позиција коју је држао до пензионисања 2012. године, када је добио и награду за службеника године. На положај у клубу вратио се 2013. године те је остао у клубу све до 2017. године, када се поново пензионисао.
Од почетка 2020. године, Лери Берд остаје једини играч у НБА лиги који је током каријере добио награде за НБА руки године, НБА МВП, НБА МВП финала, НБА МВП Ол-стар, тренера године и службеника године.

## Детињство и младост
Берд је рођен 1956. године у месту Вест Бејден Спрингс, Индијана, као син ветерана Корејског рата, Клода Џозефа „Џоа” Берда и Џорџије Берд (девојачки Кер). Имао је четири брата и две сестре. Одрастао је у оближњем месту Френч Лик, где је његова мајка радила два посла како би уздржавала Ларија и осталу децу. Берд је рекао да га чињеница да је живео у сиромаштву мотивира „и дан-данас”. Његови родитељи раставили су се када је Лари био у средњој школи, а његов је отац починио самоубиство око годину дана након развода.
Берд је користио кошарку као уточиште од породичних проблема, поставши звезда средње школе Спрингс Вали, за коју је просечно постизао 31 поен, 21 скок и 4 асистенције као матурант те је постао најбољи стрелац у историји школе.
Бердов брат, Еди Берд, играо је кошарку за Индијана стејт сикаморе.

## Лични живот
Године 1975, Берд се оженио са Џенет Кондром. Остали су у браку мање од годину дана. Након покушаја помирења, Берд и Кондра су 1977. добили кћер Кори.
Берд се оженио са Дином Матингли 1989. Они имају двоје усвојене деце, Конера и Марију.

## Статистике каријере

### NBA статистике
Наведено са странице Кошаркашке референце Ларија Берда.
| Сезона   | Екипа    | ОУ  | СУ  | МПУ   | ПШ%  | 3П%  | СБ%   | СПУ  | АПУ | УПУ | БПУ | ППУ  |
| -------- | -------- | --- | --- | ----- | ---- | ---- | ----- | ---- | --- | --- | --- | ---- |
| 1979/80  | Бостон   | 82  | 82  | 36.0  | .474 | .406 | .836  | 10.4 | 4.5 | 1.7 | .6  | 21.3 |
| 1980/81† | Бостон   | 82  | 82  | 39.5  | .478 | .270 | .863  | 10.9 | 5.5 | 2.0 | .8  | 21.2 |
| 1981/82  | Бостон   | 77  | 58  | 38.0  | .503 | .212 | .863  | 10.9 | 5.8 | 1.9 | .9  | 22.9 |
| 1982/83  | Бостон   | 79  | 79  | 37.7  | .504 | .286 | .840  | 11.0 | 5.8 | 1.9 | .9  | 23.6 |
| 1983/84† | Бостон   | 79  | 77  | 38.3  | .492 | .247 | .888* | 10.1 | 6.6 | 1.8 | .9  | 24.2 |
| 1984/85  | Бостон   | 80  | 77  | 39.5* | .522 | .427 | .882  | 10.5 | 6.6 | 1.6 | 1.2 | 28.7 |
| 1985/86† | Бостон   | 82  | 81  | 38.0  | .496 | .423 | .896* | 9.8  | 6.8 | 2.0 | .6  | 25.8 |
| 1986/87  | Бостон   | 74  | 73  | 40.6* | .525 | .400 | .910* | 9.2  | 7.6 | 1.8 | .9  | 28.1 |
| 1987/88  | Бостон   | 76  | 75  | 39.0  | .527 | .414 | .916  | 9.3  | 6.1 | 1.6 | .8  | 29.9 |
| 1988/89  | Бостон   | 6   | 6   | 31.5  | .471 | ...  | .947  | 6.2  | 4.8 | 1.0 | .8  | 19.3 |
| 1989/90  | Бостон   | 75  | 75  | 39.3  | .473 | .333 | .930* | 9.5  | 7.5 | 1.4 | .8  | 24.3 |
| 1990/91  | Бостон   | 60  | 60  | 38.0  | .454 | .389 | .891  | 8.5  | 7.2 | 1.8 | 1.0 | 19.4 |
| 1991/92  | Бостон   | 45  | 45  | 36.9  | .466 | .406 | .926  | 9.6  | 6.8 | .9  | .7  | 20.2 |
| Каријера | Каријера | 897 | 870 | 38.4  | .496 | .376 | .886  | 10.0 | 6.3 | 1.7 | 0.8 | 24.3 |
| Ол-стар  | Ол-стар  | 10  | 9   | 28.7  | .423 | .231 | .844  | 7.9  | 4.1 | 2.3 | 0.3 | 13.4 |

| Сезона   | Екипа    | ОУ  | СУ  | МПУ  | ПШ%  | 3П%  | СБ%  | СПУ  | АПУ | УПУ | БПУ | ППУ  |
| -------- | -------- | --- | --- | ---- | ---- | ---- | ---- | ---- | --- | --- | --- | ---- |
| 1980     | Бостон   | 9   | 9   | 41.3 | .469 | .267 | .880 | 11.2 | 4.7 | 1.6 | 0.9 | 21.3 |
| 1981†    | Бостон   | 17  | 17  | 44.1 | .470 | .375 | .894 | 14.0 | 6.1 | 2.3 | 1.0 | 21.9 |
| 1982     | Бостон   | 12  | 12  | 40.8 | .427 | .167 | .822 | 12.5 | 5.6 | 1.9 | 1.4 | 17.8 |
| 1983     | Бостон   | 6   | 6   | 40.0 | .422 | .250 | .828 | 12.5 | 6.8 | 2.2 | 0.5 | 20.5 |
| 1984†    | Бостон   | 23  | 23  | 41.8 | .524 | .412 | .879 | 11.0 | 5.9 | 2.3 | 1.2 | 27.5 |
| 1985     | Бостон   | 20  | 20  | 40.8 | .461 | .280 | .890 | 9.1  | 5.8 | 1.7 | 1.0 | 26.0 |
| 1986†    | Бостон   | 18  | 18  | 42.8 | .517 | .411 | .927 | 9.3  | 8.2 | 2.1 | .6  | 25.9 |
| 1987     | Бостон   | 23  | 23  | 44.1 | .476 | .341 | .912 | 10.0 | 7.2 | 1.2 | 0.8 | 27.0 |
| 1988     | Бостон   | 17  | 17  | 44.9 | .450 | .375 | .894 | 8.8  | 6.8 | 2.1 | 0.8 | 24.5 |
| 1990     | Бостон   | 5   | 5   | 41.4 | .444 | .263 | .906 | 9.2  | 8.8 | 1.0 | 1.0 | 24.4 |
| 1991     | Бостон   | 10  | 10  | 39.6 | .408 | .143 | .863 | 7.2  | 6.5 | 1.3 | 0.3 | 17.1 |
| 1992     | Бостон   | 4   | 2   | 26.8 | .500 | .000 | .750 | 4.5  | 5.3 | 0.3 | 0.5 | 11.3 |
| Каријера | Каријера | 164 | 162 | 42.0 | .472 | .321 | .890 | 10.3 | 6.5 | 1.8 | 0.9 | 23.8 |

| Сезона   | Екипа          | ОУ | СУ  | МПУ  | ПШ%  | 3П% | СБ%  | СПУ  | АПУ | УПУ | БПУ | ППУ  |
| -------- | -------------- | -- | --- | ---- | ---- | --- | ---- | ---- | --- | --- | --- | ---- |
| 1976/77  | Индијана стејт | 28 | ... | 36.9 | .544 | ... | .840 | 13.3 | 4.4 | ... | ... | 32.8 |
| 1977/78  | Индијана стејт | 32 | ... | ...  | .524 | ... | .793 | 11.5 | 3.9 | ... | ... | 30.0 |
| 1978/79  | Индијана стејт | 34 | ... | ...  | .532 | ... | .831 | 14.9 | 5.5 | ... | ... | 28.6 |
| Каријера | Каријера       | 94 | ... | ...  | .533 | ... | .822 | 13.3 | 4.6 | ... | ... | 30.3 |

## Рекорди главног тренера
| Тим      | Година  | У   | ПОБ | ПОР | УС%  | Пласман       | ПУ | ППОБ | ППОР | ПУС% | Пласман у плеј-офу             |
| -------- | ------- | --- | --- | --- | ---- | ------------- | -- | ---- | ---- | ---- | ------------------------------ |
| Индијана | 1997/98 | 82  | 58  | 24  | .707 | 2. у Централу | 16 | 10   | 6    | .625 | Изгубили у финалу конференције |
| Индијана | 1998/99 | 50  | 33  | 17  | .660 | 1. у Централу | 13 | 9    | 4    | .692 | Изгубили у финалу конференције |
| Индијана | 1999/00 | 82  | 56  | 26  | .683 | 1. у Централу | 23 | 13   | 10   | .565 | Изгубили у НБА финалу          |
| Каријера |         | 214 | 147 | 67  | .687 |               | 52 | 32   | 20   | .615 |                                |